# Phobocampe nigra
Phobocampe nigra är en stekelart som beskrevs av Sedivy 2004. Phobocampe nigra ingår i släktet Phobocampe och familjen brokparasitsteklar. Inga underarter finns listade i Catalogue of Life.